# Stazione di Memmenano
La stazione di Memmenano è una stazione ferroviaria di Poppi, in provincia di Arezzo. Si trova lungo la ferrovia Arezzo-Stia, gestita da La Ferroviaria Italiana (LFI).